# Apamea purpurina
Apamea purpurina là một loài bướm đêm thuộc họ Noctuidae. Nó được tìm thấy ở Tây Tạng.